# 利尻グリーンヒルユースホステル
利尻グリーンヒルユースホステル（りしりグリーンヒルユースホステル）は日本ユースホステル協会に加盟していた北海道のユースホステル。
2010年1月31日付を以ってユースホステルとしての契約を解除し（参考）、その後は2013年4月から新オーナーに替わり「利尻ぐりーんひるinn」として再スタートしている。

## アクセス
- 稚内港よりフェリー1時間40分鴛泊港下船徒歩25分
- 稚内港よりフェリー1時間40分鴛泊港下船バス10分
- 新千歳空港より飛行機1時間利尻空港からバス10分YH前下車